# پترو دومیتریو
پترو دومیتریو (به فرانسوی: Petru Dumitriu) نویسنده قرن بیستم میلادی اهل فرانسه بود.